# HD202617
HD202617 — хімічно пекулярна зоря спектрального класу B9, що має видиму зоряну величину в смузі V приблизно  7,5.
Вона  розташована на відстані близько 1226,2 світлових років від Сонця.